# Obrechtkerk
De Obrechtkerk is de gangbare benaming voor de rooms-katholieke Kerk van Onze-Lieve-Vrouw van de Allerheiligste Rozenkrans in Amsterdam Oud-Zuid. De kerk is gelegen aan de Jacob Obrechtstraat.

## Bouw
Deze neoromaanse kruisbasiliek werd gebouwd tussen 1908 en 1911 naar een ontwerp van Jos Cuypers en Jan Stuyt. Cuypers was al in 1898 begonnen met de bouw van de Sint Bavo te Haarlem, die pas in 1930 voltooid werd, en in zijn bouwstijl duidelijk een overgang betekende van de neogotiek naar een nieuwe kerkelijke bouwkunst. In de eerste fase van het bouwen van de Sint Bavo was Stuyt als hoofdopzichter bij de uitvoering betrokken.
Het ontwerp voor de Obrechtkerk, door beide architecten samen gemaakt, is van 1905 en betreft een kerkgebouw in de toen nog door beiden gevolgde historiserende opvattingen: een in neobyzantijnse en neoromaanse stijl uitgevoerde kerk met een front, dat naar het oosten is gekeerd en geflankeerd wordt door twee rijzige torens, en met een lagere vieringtoren aan de westkant.
Het gebouw werd in 1911 ingewijd door mgr. A.J. Callier, de bisschop van Haarlem.
Veel kunstenaars droegen bij aan de aankleding van de kerk, onder wie Jan Eloy Brom, Heimen Stoffels, Joep Nicolas, Otto van Rees, John Rädecker, Matthieu Wiegman, Kees Dunselman, Nico Witteman en Mari Andriessen.
De kerk werd toegewijd aan Onze-Lieve-Vrouw van de Allerheiligste Rozenkrans.

## Samenwerking
De Obrechtparochie werkt nauw samen met de Agnesparochie van de Sint-Agneskerk aan de Amstelveenseweg.

## Torenklok
Op de torenklok zijn de Romeinse cijfers van 9 en 11 omgedraaid.